# Rubus raopingensis
Rubus raopingensis là loài thực vật có hoa trong họ Hoa hồng. Loài này được T.T. Yu & L.T. Lu miêu tả khoa học đầu tiên năm 1982.